# Ratpenat pilós d'Etiòpia
El ratpenat pilós d'Etiòpia (Kerivoula eriophora) és una espècie de ratpenat de la família dels vespertiliònids que només es troba a Etiòpia.